# Moularès
Moularès é uma comuna francesa na região administrativa da Occitânia, no departamento de Tarn. Estende-se por uma área de 16.81 km², e possui 265 habitantes, segundo o censo de 2018, com uma densidade de 16 hab/km².